# Johannes Jörin
Johannes Jörin (* 12. März 1787 in Reigoldswil; † 1. November 1866 in Waldenburg) war ein Schweizer Politiker.

## Leben
Von 1808 bis 1817 war Jörin Wirt in Reigoldswil, danach in Waldenburg. Er stellte sich im Winter 1830/1831 auf die Seite jener, die für die Basler Landbürger die Rechtsgleichheit verlangten. Im Januar 1831 war er Mitglied der illegalen provisorischen Baselbieter Regierung. Im neuen Halbkanton Basel-Landschaft war er in den Jahren 1832, 1838, 1850, 1862 und 1863 Verfassungsrat, von 1832 bis 1834 sowie 1860 Landrat und von 1834 bis 1859 Regierungsrat. Dort hatte er das Amt Polizei und Militär, dann Inneres inne. Von 1860 bis 1863 war er Oberrichter.
Jörin war ein Vertreter der sogenannten Ordnungspartei, machte aber 1862 bei der Demokratischen Bewegung von Christoph Rolle mit.